# Festival de Busan 2017
Le Festival international du film de Busan 2017, 22e édition du festival, s'est déroulé du 12 au 21 octobre 2017.

## Déroulement et faits marquants
Le prix du meilleur film est remis à After My Death de Kim Ui-seok et à Blockage de Mohsen Gharaaei.

## Jury

### Longs métrages
- Oliver Stone (président du jury), réalisateur
- Bahman Ghobadi, réalisateur
- Agnès Godard, directrice de la photographie
- Lav Diaz, réalisateur
- Jang Sun-woo, réalisateur

## Sélection

### En compétition - New Currents
- After My Death de Kim Ui-seok, Corée du Sud
- Ajji de Devashish Makhija, Inde
- Ashwatthama de Pushpendra Singh, Inde et Corée du Sud
- Blockage de Mohsen Gharaaei, Iran
- End of Summer de Zhou Quan, Chine
- How to Breathe Underwater de Ko Hyunseok, Corée du Sud
- Last Child de Shin Dongseok, Corée du Sud
- The Last Verse de Tseng Ying-Ting, Taïwan
- One Night on the Wharf de Han Dong, Chine
- Somewhere Beyond the Mist de Cheung King Wai, Hong Kong

### Film d'ouverture
- Glass Garden de Shin Su-won, Corée du Sud

### Film de clôture
- Love Education de Sylvia Chang, Taïwan

## Palmarès

### Longs métrages
- New Currents Award : 
  - After My Death de Kim Ui-seok  Corée du Sud
  - Blockage de Mohsen Gharaaei  Iran